# Colobopsis saundersi
Colobopsis saundersi és una espècia amenaçada de formiga de la subfamília dels formicins (Formicinae).Es distribueix pel territori de Malàisia i Brunei.

## Defenses
La seva conducta defensiva inclou el suïcidi mitjançant autothysis. Dues glàndules abdominals de gran mida plenes de verí recorren tot el cos de la formiga des de l'abdomen fins a les mandíbules. Quan el combat es gira en contra seva, la formiga contreu violentament els seus músculs abdominals per trencar el seu cos i escampar verí o àcid en totes direccions, per la qual cosa alguns investigadors la coneixen també com a "formiga kamikaze".